# Commissario ad acta
Il commissario ad acta, ai sensi della legge italiana è una figura prevista dal codice del processo amministrativo.

## Caratteristiche
È un funzionario pubblico e viene nominato dal giudice amministrativo nell'ambito del giudizio di ottemperanza al fine di emanare i provvedimenti che avrebbe dovuto emettere l'Amministrazione inadempiente (si dice ad actum, nel caso in cui egli debba emanare un singolo provvedimento).
La sua natura giuridica è duplice poiché, da una parte, è un ausiliario del giudice, e dell'altra è un funzionario pubblico - come detto; fa quindi parte della Pubblica Amministrazione. Solitamente il commissario ad acta è scelto fra i dipendenti di un'amministrazione che esercita il potere di vigilanza nei confronti dell'Autorità che ha emanato l'atto impugnato.

## Nomina
La necessità della nomina di un funzionario ad hoc per l'emanazione di un provvedimento conforme alla sentenza del giudice amministrativo trova le sue ragioni nel principio della divisione dei poteri e, più specificamente, nell'impossibilità per il titolare del potere giurisdizionale di sovrapporsi al titolare del potere esecutivo/amministrativo senza contestuale violazione del principio di attribuzione.
La sentenza emessa da parte del giudice amministrativo ha un effetto ripristinatorio grazie al quale l'Amministrazione deve agire come avrebbe dovuto fare sin dall'inizio. Se ciò non viene "ottemperato" ecco che interviene il commissario ad acta, figura creata giurisprudenzialmente per meglio tutelare l'interesse del soggetto vincitore del giudicato amministrativo, vista la difficile possibilità che nella pratica fosse fatto dal giudice amministrativo.

### Riferimenti normativi
- Decreto legislativo 2 luglio 2010, n. 104 - Attuazione dell'articolo 44 della legge 18 giugno 2009, n. 69, recante delega al governo per il riordino del processo amministrativo.
- Art. 4 del Decreto-legge 1 ottobre 2007, n. 159 - Interventi urgenti in materia economico-finanziaria, per lo sviluppo e l'equità sociale.